# Sam Coppola
Sam Coppola (Jersey City, 31 de julho de 1932 - 5 de fevereiro de 2012) foi um ator estadunidense. Ele apareceu em quase 70 filmes, começando em 1968, mas pode ser mais lembrado por seu papel como Dan Fusco, proprietário do Bay Ridge, Brooklyn, atuou em Saturday Night Fever. Mais tarde em sua carreira, Coppola fez uma aparição breve, mas memorável na série Os Sopranos como o terapeuta familiar de Jennifer Melfi.

## Filmes
- Serpico (1973)
- Os Embalos de Sábado à Noite (1977)
- Atração Fatal (1987)
- Alucinações do Passado (1990)